# Touffreville-sur-Eu
Touffreville-sur-Eu är en kommun i departementet Seine-Maritime i regionen Normandie i norra Frankrike. Kommunen ligger i kantonen Eu som tillhör arrondissementet Dieppe. År 2022 hade Touffreville-sur-Eu 230 invånare.

## Befolkningsutveckling
Antalet invånare i kommunen Touffreville-sur-Eu
| Referens: INSEE |